# Белогубые питоны
Белогубые питоны — род змей семейства питоны.

## История изучения
В ходе экспедиции в Новую Гвинею, итальянские натуралисты, орнитолог Луиджи Мария д'Альбертис и ботаник Одоардо Бекари, собрали два экземпляра питонов, которые в 1878 были описаны немцем Вильгельмом Петерсом и итальянцем Джакомо Дориа под названием Liasis albertisii. Вид был назван в честь д'Альбертиса, собравшем один из синтипов в окрестностях Капаора (ныне Факфак) на территории современной Индонезии.

## Описание

### Внешний вид
Довольно крупные, но при этом относительно стройные змеи. Взрослые питоны вида Leiopython albertisii могут достигать в длину 213 см, тогда как Leiopython hoserae — до 300 см.
Голова четко отграничена от шеи. Верх головы ярко-чёрный, верхнегубные и нижнегубные щитки белые с чёрными передними краями. Тело тёмно-коричневого, черновато-синего или коричнево-фиолетового цвета, переходящего на боках в серый, а у Leiopython albertisii — в жёлтый цвет.

### Распространение
Ареал рода охватывает большую часть Новой Гвинеи и близлежащие острова (до острова Салавати на севере), а также несколько островов в проливе Торреса (штат Квинсленд, Австралия).

### Образ жизни
Обитают во влажных тропических лесах и болотах. Как правило, поселяются около воды, куда скрываются при опасности со стороны потенциальных хищников, таких как крокодиловый варан.

### Питание
Питаются различными небольшими птицами и млекопитающими. Детеныши и неполовозрелые особи часто питаются ящерицами.

### Размножение
Яйцекладущие. Откладывают 10—18 яиц. Самки охраняют кладку. Молодые змеи появляются приблизительно через 60—70 дней, и при вылуплении имеют длину около 38 см.

## Классификация
Ранее род считался монотипическим, но в настоящее время выделяют 2 вида белогубых питонов:
- Leiopython albertisii (Peters & Doria, 1878) — Белогубый питон
- Leiopython fredparkeri Schleip, 2008

Подвиды Leiopython albertisii barkeri и Leiopython albertisii bennetti, которые выделяются некоторыми герпетологами, не имеют четкого описания. В 2008 г. L. albertisii bennetti был переименован в L. bennettorum, а L. albertisii barkeri признан nomen nudum.